# Herten-Süd
Herten-Süd ist der südlichste Wohnstadtteil von Herten im Kreis Recklinghausen, Nordrhein-Westfalen. Er schließt sich südlich der zentralen Friedhöfe an Herten-Mitte an und reicht ähnlich wie jener Stadtteil schlauchförmig von Gelsenkirchen-Resse im Westen nach Recklinghausen-Stuckenbusch im Osten und ist zu beiden Seiten durch Park- und Waldlandschaften gepuffert. Mit über 11000 Einwohnern ist er, noch vor Westerholt, der einwohnerstärkste Stadtteil. Nach Süden ist er durch die A 2 scharf zur fast unbewohnten Hertener Mark mit den Halden Hoheward und Hoppenbruch sowie dem Gelände der Zeche Ewald (Schächte 1, 2 und 7) abgegrenzt.
Herten-Süd ist der südlichste bewohnte Teil von „Alt“-Herten, wie die Gemeinde bis 1926 abgegrenzt war, während in Mitte in der Hauptsache der Zentralteil und in Paschenberg der Nordteil liegt. Der Stadtteil entstand durch den Bau von Zechenkolonien für die Bergleute der Zeche Ewald und ihre Familien.

## Lage
Die Abgrenzungen nach Westen, Süden und Osten sind bereits dargestellt; nach Norden verläuft die Grenze zu Mitte entlang der Nordwestgrenze des NSG Hertener Schlosswald, dann unmittelbar südöstlich der Fischteiche und unmittelbar südlich des Schlossteichs, von hier aus nach Südosten und die Straße In der Feige südostwärts, dann an der Südgrenze des Alten Friedhofs. Weiter über die Nimrodstraße, südöstlich des Waldfriedhofs dann entlang der Katzenbuschstraße nach Süden und schließlich über den Stuckenbuscher Weg nach Osten bis zur Stadtgrenze.
Folgende Straßen liegen nur teilweise in Süd:
- In der Feige 36 ff gerade und 47 ff ungerade
- Ewaldstraße 53–253 ungerade und 46–244 gerade
- Nimrodstraße gerade Südseite
- Katzenbuschstraße nur Westseite
- Stuckenbuscher Weg nur Südseite
- A 2 nominell nur die nördlichen Spuren (nach Westen)

## Gliederung

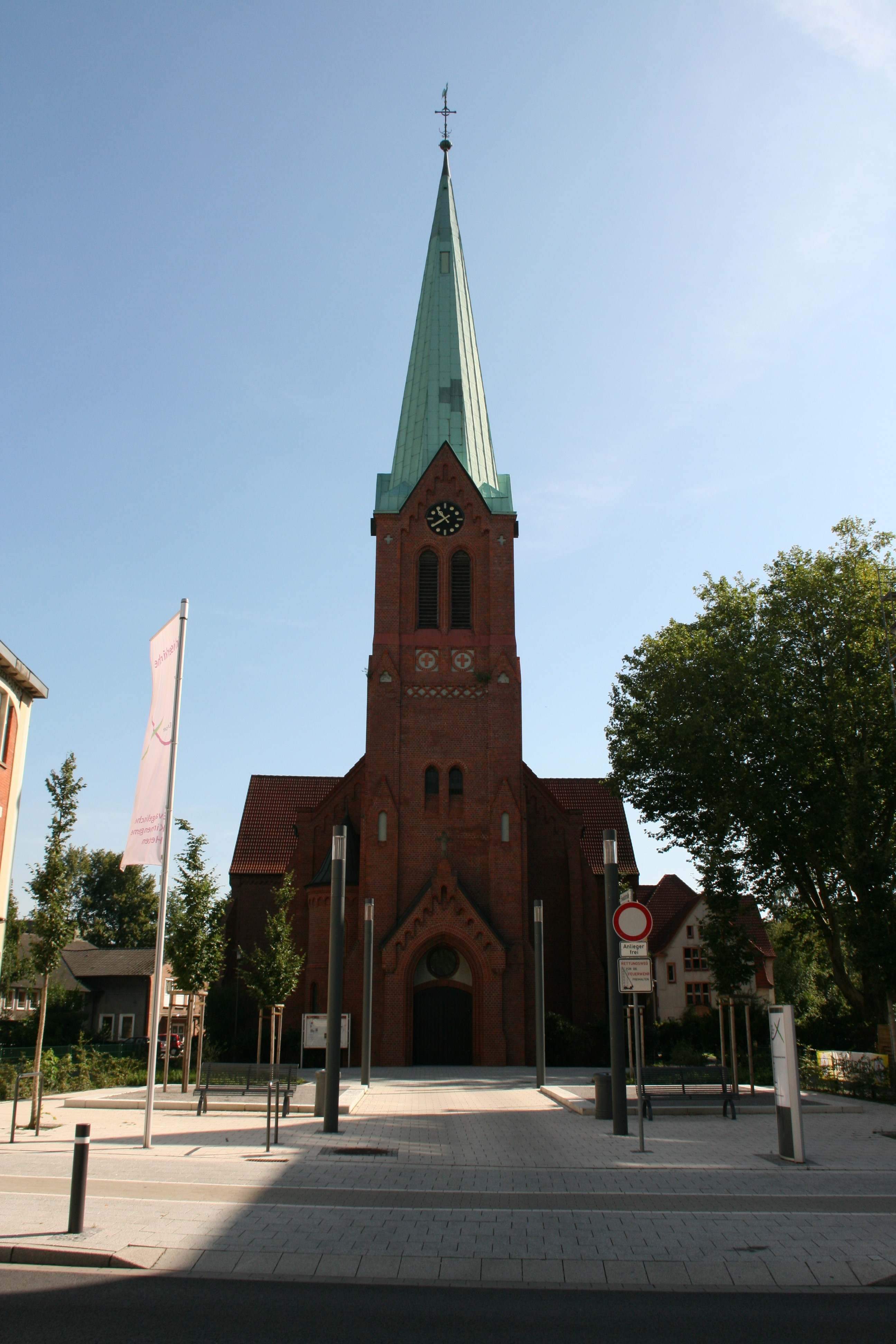
Ev. Erlöserkirche im Norden, Ewaldstraße zwischen 79 und 81

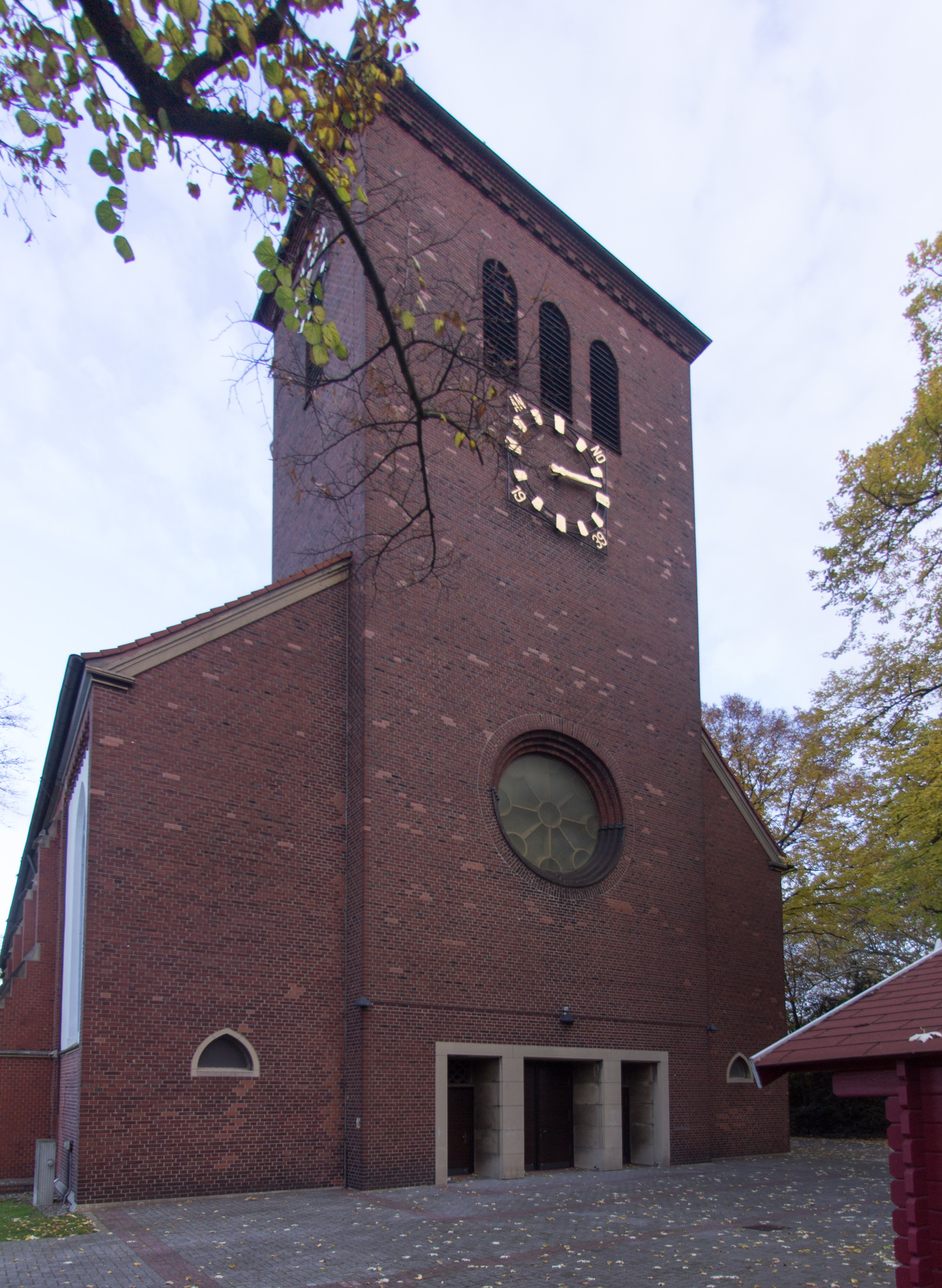
Kath. Kirche St. Joseph in der Mitte, südwestlich der Herner Straße (an Nr. 24)

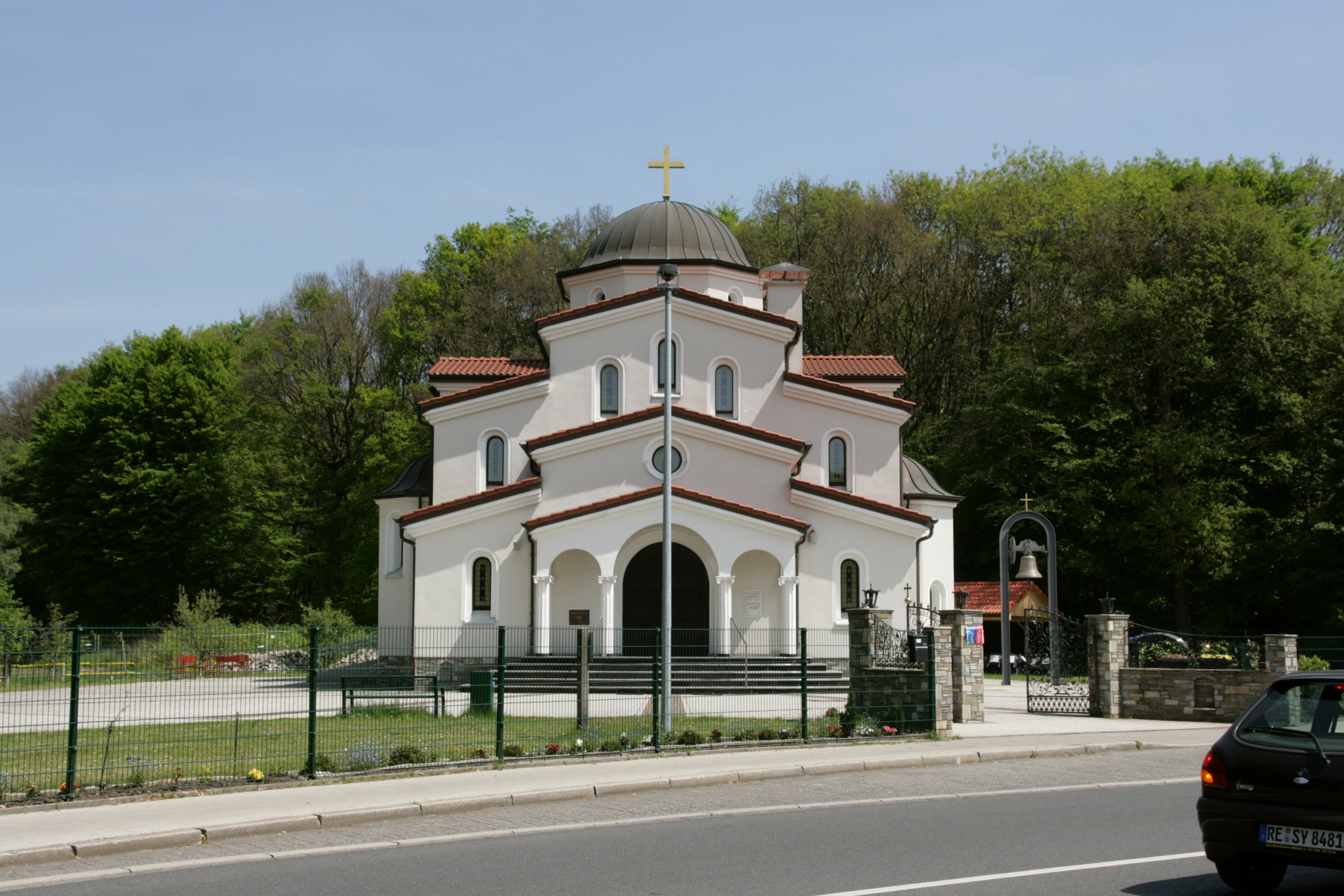
Griechisch-Orthodoxe Kirche Hl. Dimitrios im Südosten, Herner Straße 67

Die Park- und Waldlandschaften im Westen und im Osten sind deutlich von den Wohnsiedlungen abgegrenzt. Ganz im Westen liegt das NSG Hertener Schlosswald, im Osten der Katzenbusch mit der Kampfbahn Katzenbusch im Norden und dem Volkspark Katzenbusch sowie Kleingärten im Süden; im Südosten liegen die zentralen Segmente das NSG Brandhorster Wald, das sich allerdings nach Mitte, nach Stuckenbusch und durch ein Segment südlich der A 2, in der Mark, fortsetzt. Der Resser Bach, die Allee des Wandels an der ehemaligen Zechenbahntrasse und das im südlichen Dreieck zwischen beiden liegende Rückhaltebecken zerschneiden das NSG innerhalb von Süd in drei Segmente, dessen westliches ganz in Süd liegt, dessen nördliches in Mitte weiter geht und dessen östliches sich nach Norden in Stuckenbusch fortsetzt. Diese Abgrenzung ist einigermaßen willkürlich und richtet sich nach den statistischen Bezirken – man könnte die Nordgrenze des Westteils auch genau an die des NSG liegen und im Ostteil analog (bzw. an den das NSG rahmenden Resser Bach), wodurch der Westteil kleiner und der Ostteil größer würde, die Gesamtgröße des Stadtteils aber fast unverändert bliebe.
Der bewohnte Zentralteil teilt sich mehr oder weniger in vier Siedlungen auf. Westlich der Ewaldstraße liegt die Kolonie Ewald und südöstlich davon der Süder Markt, südwestlich dessen sich die Siedlung wieder bis vor das NSG und im östlichsten Süden bis zur Gelsenkirchener Straße (L 639) fortsetzt; ganz im Westen dieses Westteils liegt die westliche der beiden Süder Grundschulen. Zwischen Ewaldstraße und Katzenbusch liegt die Ortslage Auf der Heide, in der ursprünglich nur die Hauptstraßen bebaut waren; sie reicht nach Süden bis zur Herner Straße. Zwischen Ewaldstraße (W), Herner Straße (NO) und Gelsenkirchener Straße liegt eine weitere Siedlung, die nach Nordosten insbesondere an der Griechisch-Orthodoxen Kirche Hl. Dimitrios etwas über die Herner Straße hinaus geht; südlich gegenüber dieser Kirche liegt die südöstliche Süder Grundschule. Zwischen Herner Straße (NO), Gelsenkirchener Straße (N), Ewaldstraße (W) und A 2 (S) liegt die südöstlichste Siedlung, von der Resser Bach und Zechenbahn ein kleines Dreieck im äußersten Osten abtrennen, des nach Osten über die Herner Straße hinaus reicht.

### Teilflächen
Es ergeben sich folgende Teilflächen:
- Westpuffer 1,52 km²
  - Nordteil 0,04 km²
  - NSG Hertener Schlosswald 1,17 km²
  - Westteil 0,24 km²
  - Südteil 0,12 km²
- Siedlungsgebiet 1,98 km²
  - Westteil mit Kolonie und Süder Markt 0,63 km²
  - Auf der Heide 0,43 km², davon 0,20 km² westlich der Schützenstraße
  - Südostteil 0,43 km²
  - äußerster Südosten 0,49 km²
- Ostpuffer 0,71 km²
  - nördlicher Katzenbusch mit Kampfbahn 0,29 km²
  - Volkspark Katzenbusch und Kleingärten 0,16 km²
  - Brandhorster Wald mit Zwischenräumen 0,26 km² (plus 0,04 km² in Mitte plus Teile in RE und in der Hertener Mark)

### Zuordnung zu statistischen Bezirken
Aus unerfindlichen Gründen hat die Stadt Herten bei der Aufteilung des Stadtgebiets in statistischer Bezirke sich bei den beiden Süd-Stadtteilen nicht an die natürlichen Grenzen gehalten, sondern teilt Herten-Süd und die Hertener Mark jeweils halbseitig den Bezirken Südwest und Südost zu. Dies mag dem Wunsch geschuldet zu sein, einwohnermäßig etwa gleich starke Bezirke zu haben, jedoch werden die statistischen Daten nicht aussagekräftiger, wenn man die Wohn-Halbstadtteile jeweils mit flächenmäßig größeren unbewohnten Halb-Stadtteilen (Herten-Süd ist mit etwa 4,2 km² deutlich kleiner als die Mark mit 6,5 km²) vermengt, sodass zum Beispiel Daten wie die Einwohnerdichte jede Aussagekraft verlieren.
Im konkreten Falle verlaufen die Bezirksgrenzen sogar zu größeren Teilen nicht entlang natürlicher und historischer Grenzen. Im Fall von Herten-Süd wird die Ortslage Auf der Heide entlang der Schützenstraße geteilt, da hier die L 638 mit der Schützenstraße im Norden und dem Südteil der Ewaldstraße im Süden die statistische Grenze bildet.
Geht man davon aus, dass in der Hertener Mark fast keine Menschen wohnen, kann man mit den angegebenen Siedlungsflächen tatsächliche, auch pufferbereinigte Einwohnerdichten errechnen. In den 0,83 km² Siedlungsgebiet von Südwest leben (Stand Ende 2020) 6014 Menschen, was eine stolze Einwohnerdichte von über 7200 EW pro km² ergibt, in Südost sind es bei 5512 Menschen auf 1,15 km² immerhin noch um 4800. Die Ausländerquote liegt bereits in „Südost“ mit 20,88 % über dem Durchschnitt der Stadt (15,68 %) und etwa so hoch wie in Mitte und Paschenberg; in „Südwest“ liegt sie gar beim städtischen Spitzenwert von 25,47 %.

## Verkehr
Die VRR-Buslinien SB27, 210, 234 und NE7 der Vestischen Straßenbahnen erschließen den Stadtteil.
| Linie | Verlauf | Takt (Mo–Fr) |
| ----- | --- | ------------ |
| SB27  | Marl Mitte – Friedhof Alt-Marl – Herten-Langenbochum – Paschenberg – Über den Knöchel (Herten , 150 m) – Herten Mitte (Herten , 500 m) – Herten Rathaus (Herten , 300 m) – Herten-Süd – Bergbau Ewald 1/2 – Hertener Mark Tennisplatz – Wanne Waldfriedhof (– Hertener Mark Hohewardstraße) (einzelne Fahrten im Berufsverkehr) – Mondpalast – Wanne-Eickel Hbf | 30 min       |
| 210   | RE-Röllinghausen – König Ludwig – Recklinghausen-Süd – Grullbad Hochstr. – RE-Süd Bf – Hochlarmark – RE-Neue Horizonte – Hertener Mark Industriegebiet – Herten-Süd – Herten Rathaus (Herten , 300 m) – Herten Mitte (Herten , 500 m) | 30 min       |
| 234   | Herten Mitte (Herten , 500 m) – Herten Rathaus (Herten , 300 m) – Herten-Süd – Hertener Mark Industriegebiet – RE-Neue Horizonte – Hochlarmark Salentinstr. – Recklinghausen-Süd – Grullbad – König Ludwig Overbergstr. – Röllinghausen Marderweg – Suderwich – Essel – Groß-Erkenschwick – Oer-Erkenschwick Berliner Platz                                     | 30 min       |
| NE7   | Herten Mitte – Herten-Süd – Bergbau Ewald 1/2 – Hertener Mark Tennisplatz – Wanne Waldfriedhof – Mondpalast – Wanne-Eickel Hbf NachtExpress: In den Nächten von Freitag auf Samstag, Samstag auf Sonntag und vor Feiertagen | 60 min       |

## Galerie
Die ersten folgenden Gebäude stehen unter Denkmalschutz:

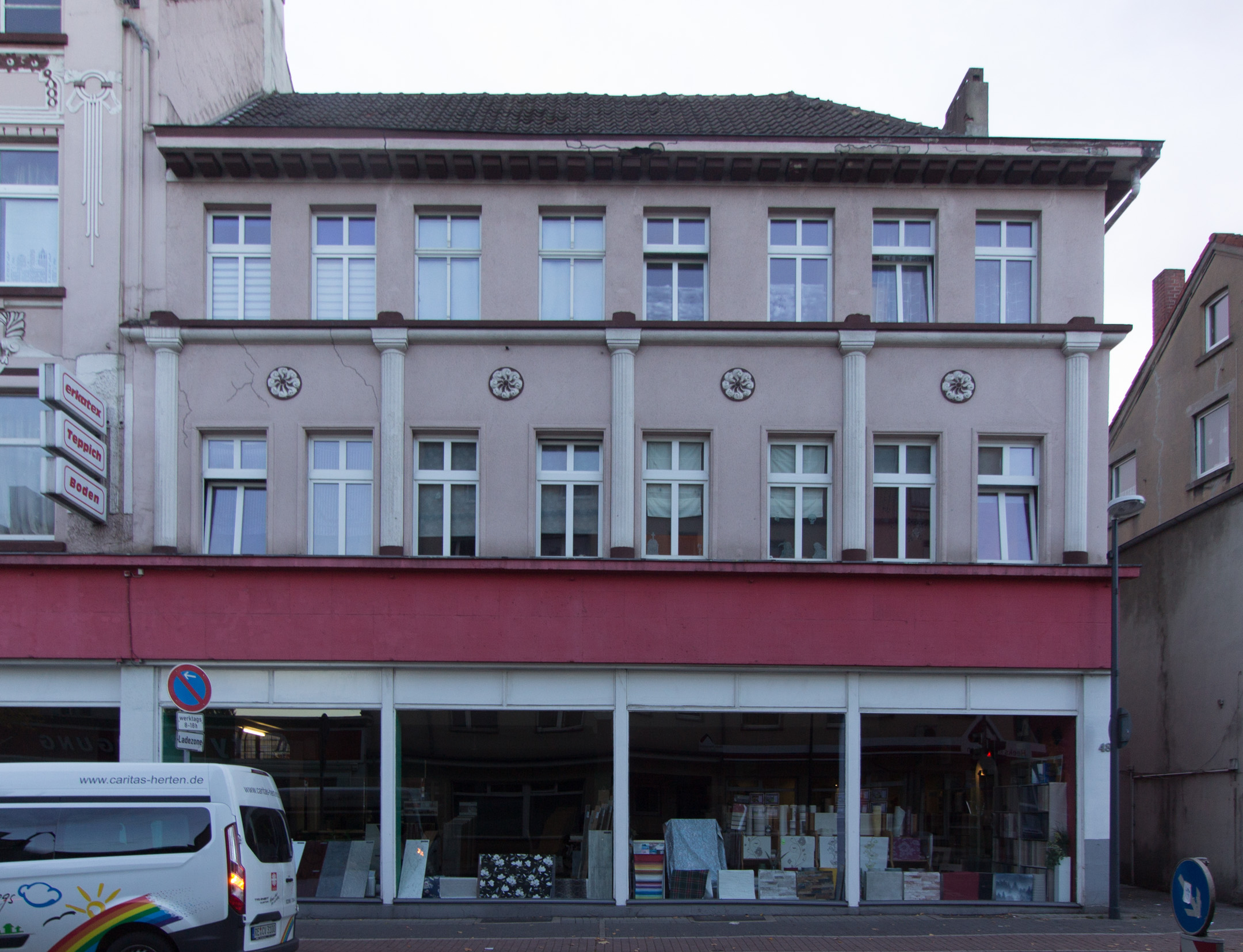
Wohn- und Geschäftshaus, Ewaldstr. 48
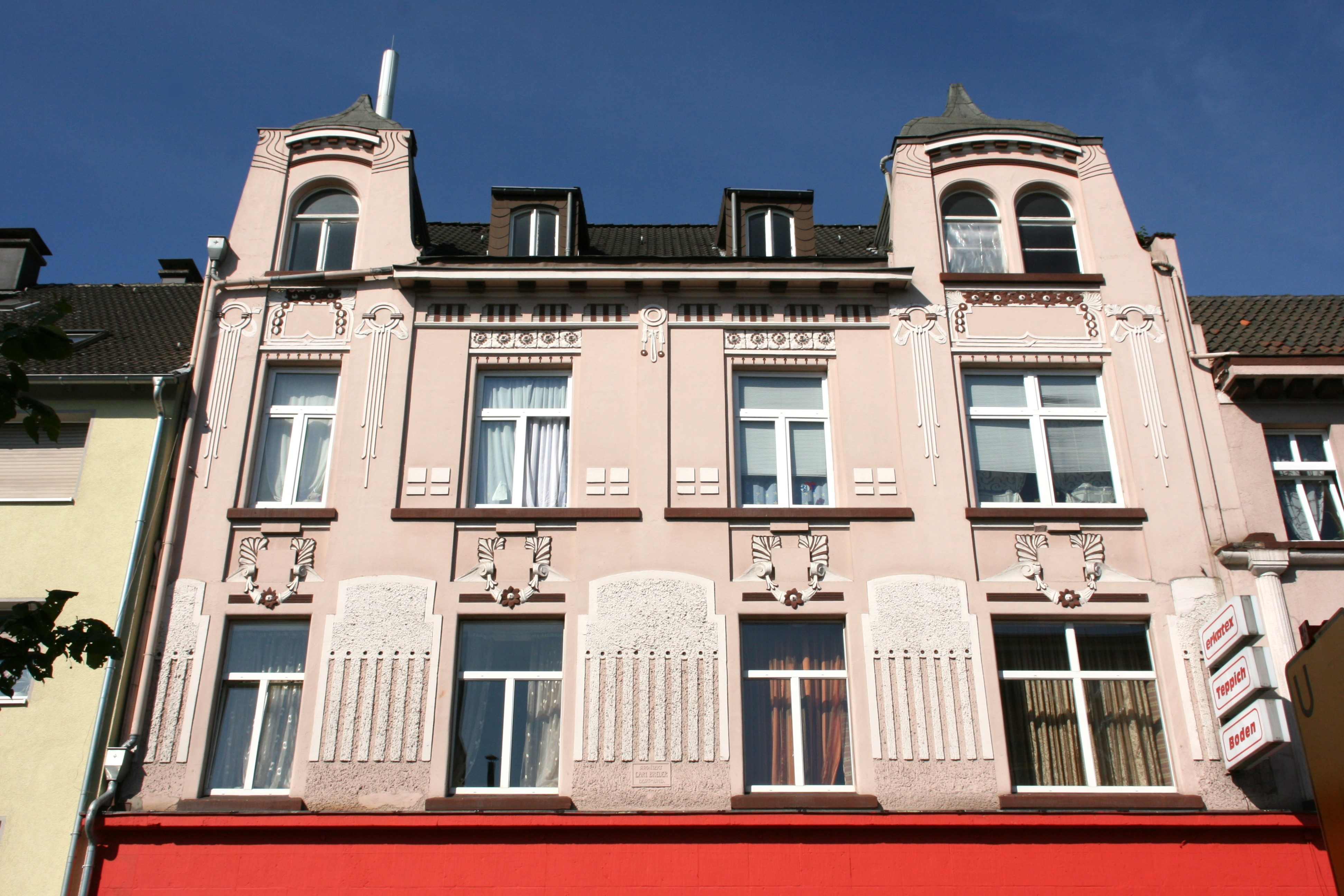
Wohn- und Geschäftshaus, Ewaldstr. 50
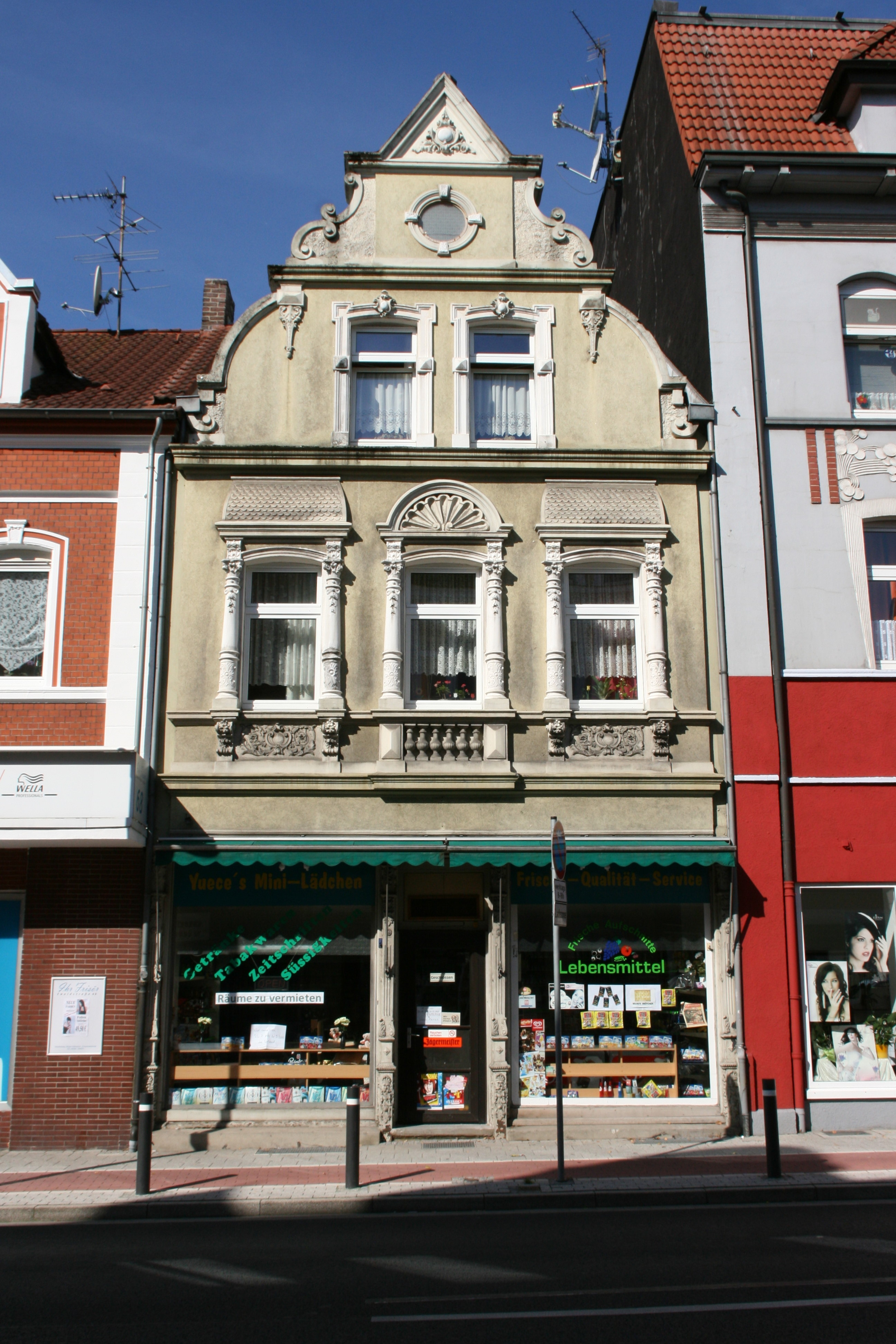
Wohn- und Geschäftshaus, Ewaldstr. 66
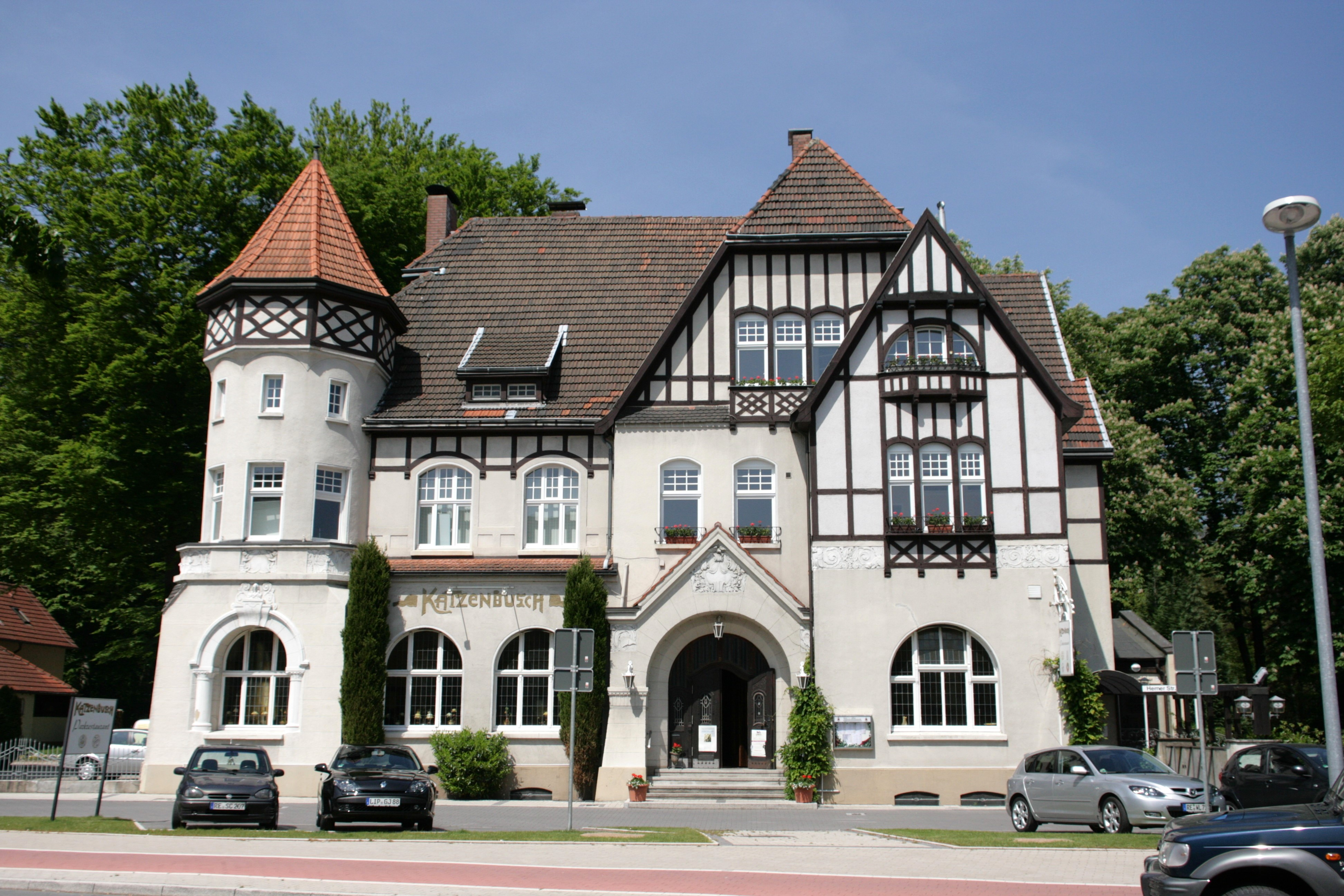
Gasthof (Katzenbusch), Herner Str. 67